# Tituria plagiata
Tituria plagiata är en insektsart som beskrevs av Kuoh. Tituria plagiata ingår i släktet Tituria och familjen dvärgstritar. Inga underarter finns listade i Catalogue of Life.